# Grigoriopol
Grigoriopol (in russo Григориополь?, Grigoriopol) è una città della Moldavia controllata dalla autoproclamata repubblica di Transnistria. È capoluogo del distretto omonimo con 11.473 abitanti al censimento del 2004. Dista 45 km da Tiraspol.

## Società

### Evoluzione demografica
In base ai dati del censimento 2004 la città ha 11.473 abitanti, tra cui 5.570 moldavi, 3.275 russi e 2.248 ucraini

## Località
La città è formata dalle seguenti località:
- Grigoriopol (Григориóполь)
- Crasnoe (Красное)

## Economia
La popolazione è principalmente dedita all'agricoltura. Per quanto riguarda le industrie cittadine sono da menzionare una fabbrica di conserve e una cava di ghiaia 

## Problemi con la scuola moldava
Nel 1996 e nel 2002 la locale comunità di etnia moldava reclamò l'uso nelle scuole dell'alfabeto latino, avverso dalle autorità centrali. La stampa controllata dal regime scrisse che erano "la quinta colonna della Moldavia" e il presidente dell'associazione genitori della scuola moldava venne arrestato. Fu liberato grazie alle pressioni dell'Organizzazione per la sicurezza e la cooperazione in Europa, che trasferì la scuola nel vicino comune di Doroțcaia, controllato dalla Moldavia